# Transmissionsadel
Der Transmissionsadel war eine von 1812 bis 1818 im Königreich Bayern bestehende Form des Adels.

## Einführung
Der Transmissionsadel im Königreich Bayern wurde 1812 mit dem „Nachtragsedikt zum Adelsedikt von 1808“ für Inhaber des Militär-Max-Joseph-Ordens und des Zivil-Verdienst-Ordens als persönlicher Adel mit dem Prädikat „Ritter von“ geschaffen.

## Beschreibung
Der bayerische persönliche Adel des Geadelten wurde gemäß Artikel III des Nachtragsedikts unter den im Bürgerstand verbliebenen Nachfahren in der Primogenitur, oder im Fall des Fehlens männlicher Nachfolgeberechtigter auch durch Adoption, weitergegeben. Die Weitergabe des Adels konnte auch bereits zu Lebzeiten des Inhabers erfolgen.
Die Nachfolgeberechtigten des Geadelten wurden allerdings nicht mit dem Prädikat „Ritter von“ in der Adelsmatrikel registriert, sondern der jeweils Berechtigte wurde in die unterste Adelsklasse (mit dem einfachen Prädikat „von“) immatrikuliert, sofern er nicht selbst Ritter des Militär-Max-Joseph-Ordens oder des Zivil-Verdienst-Ordens war.

## Abschaffung
1818 wurde diese Transmissionsmöglichkeit abgeschafft, an ihre Stelle wurde für die von der Aufhebung betroffenen Familien die Möglichkeit des Erbadels geschaffen.